# Schanzmannsmühle
Die Schanzmannsmühle, auch Schultenhedfelder Mühle genannt, ist eine ehemalige, denkmalgeschützte Mühle und ein Ortsteil von Halver im Märkischen Kreis im Regierungsbezirk Arnsberg in Nordrhein-Westfalen (Deutschland).

## Lage und Beschreibung
Die Schanzmannsmühle liegt bei der Ortschaft Giersiepen auf einer Höhe von 341 Metern über Normalnull an der  Kreisstraße K3 im südlichen Halver nahe der Stadtgrenze zu Kierspe. Weitere Nachbarorte sind Oberbommert, Bommert, Niederhedfeld, Hinterhedfeld und Schulten Hedfeld.
Südlich der Mühle liegt die Kerspetalsperre. Der Schultenhedfelder Bach, auch Hemecke genannt, ein Zufluss der Talsperre, wurde zur Nutzung der Wasserkraft in einen Stauteich aufgestaut.

## Geschichte
Die Schanzmannsmühle wurde erstmals 1858 urkundlich erwähnt, die Entstehung wird im gleichen Zeitraum vermutet.
Nach Aufgabe des Mühlenbetriebs Anfang des 20. Jahrhunderts wurde die Mühle als Gastronomiebetrieb genutzt.

## Wander- und Radwege
Folgende Wanderwege führen an dem Ort vorbei:
- Der Halveraner Rundweg
- Der Halveraner Ortsrundwanderweg □
- Der Rönsahler Ortsrundwanderweg A6 (Rund um die Kerspetalsperre).